# Zdzisław Blewąska
Zdzisław Blewąska (ur. w 1935) – polski koszykarz, występujący na pozycji rozgrywającego,  reprezentant kraju, multimedalista mistrzostw Polski.

## Osiągnięcia
- Mistrz Polski (1955, 1958[2])
- Brązowy medalista mistrzostw Polski (1956, 1959)
- Zdobywca pucharu Polski (1954, 1955)
- Uczestnik rozgrywek Final Four Pucharu Europy Mistrzów Krajowych (1958/1959 – 3. miejsce)[3]